# A Time for Burning
A Time for Burning is een Amerikaanse documentaire uit 1967 die filmmaker William C. Jersey in opdracht van de Lutherse kerk maakte.
De film werd in 2005 toegevoegd aan het National Film Registry.

## Plot
De film draait om de pogingen van de Lutherse kerk in Omaha (Nebraska) om de donkere bevolking uit het noorden van de stad te bekeren.